# San Eladio Point
Der San Eladio Point (spanisch Punta San Eladio, Cabo San Eladio, in Chile auch Punta Unwin) ist der nordwestliche Ausläufer der Bryde-Insel vor der Danco-Küste des Grahamlands auf der Antarktischen Halbinsel.
Teilnehmer der 4. Chilenische Antarktisexpedition (1949–1950) benannten die Landspitze nach einem Stabsoffizier an Bord des Expeditionsschiffs Chiriguano. Das UK Antarctic Place-Names Committee übertrug diese Benennung 1978 ins Englische. Teilnehmer der 5. Chilenische Antarktisexpedition (1950–1951) benannten sie dagegen nach Fregattenkapitän Tomás Unwin Lambie, Kommandant des Schiffs Lientur bei dieser Forschungsreise.